# タンゴアルバム
『タンゴアルバム』は、西日本放送ラジオで1953年11月17日から2017年10月29日まで放送されていた日本唯一のアルゼンチン・タンゴ紹介番組である。

## 概要
- 1953年10月にラジオ四国（同年12月にラジオ香川に改称）が開局した一ヵ月後、放送開始。
- 当初は平木良子元アナウンサーがパーソナリティーを務めていた[1]が曲名のスペイン語読み方にリスナーからクレームがあり、7人も交代したという（55周年特番より[出典無効]）。
- 1955年7月から最終回までパーソナリティーであった音楽評論家の岡田寛は当初は構成作家であった[2]。
- 1970年代前半は「岡田寛の日曜音楽情報」のコーナーとして放送。
- 2005年1月2日には『タンゴアルバム新春特別番組　タンゴエンハポンスペシャル』が放送された[3]。
- FMこんぴら（1998年11月閉局）でも「Shall We タンゴ?」として放送されていた。
- 2008年7月にホームページが開設された。
- 同年12月28日には「タンゴアルバムスペシャル 酒と男と女とタンゴ」が放送された。これは、日本民間放送連盟賞の中国・四国地方ラジオ部門「エンターテインメント番組優秀賞」を受賞。
- 2013年11月17日には60周年記念特番を放送。
- 日本通運がスポンサーから降板した後にタイトルコールが入れられた。
- スポンサー紹介は熊谷富由美アナウンサーが担当していた。

### 番組の終焉
2017年10月29日、64年にわたって3000回以上放送してきたが、この日の放送をもって終了した。
背景には、翌々日に控えていたradiko参入がある。本番組は性質上権利者不明の楽曲を多く扱うことからradikoの配信も難しいことがある。他局ではその時間帯のみフィラー処理をかけるパターンをとることが多いが、当番組は番組自体を打ち切るという最終手段に出た。

## 放送時間
| 期間                          | 放送時間                                       |
| ----------------------------- | ---------------------------------------------- |
| 1980年代                      | 日曜日 12:20 - 12:50                           |
| ? - 2006年4月2日              | 月曜日 1:00 - 1:30（日曜日深夜 25:00 - 25:30） |
| 2006年4月9日 - 2006年10月1日  | 月曜日 0:30 - 1:00（日曜日深夜 24:30 - 25:00） |
| 2006年10月1日 - 2009年3月29日 | 月曜日 1:00 - 1:30（日曜日深夜 25:00 - 25:30） |
| 2009年4月5日 - 2017年10月29日 | 日曜日 23:30 - 24:00                           |

## 出演者
- パーソナリティー
  - 番組開始 - :平木良子
  - 1955年7月 - 番組終了:岡田寛

## コーナー
- エポカデホロン
- アントロヒア
- タンゴエンハボン
  - 日本で作曲されたタンゴ・日本人がアルゼンチンで録音したタンゴを紹介する。
- タンゴ名曲大辞典

## テーマ曲
- 1981年:ロドルフォ・ビアジ楽団「大きな人形」[5]
- ～2011年頃:エクトル・バレラ「Repetido」
- 2011年頃～最終回:Cambatango「Un Placer」

## スタッフ
- ディレクター - 古茂田圭